# Masaru Satō
Masaru Satō (jap. 佐藤勝 Satō Masaru; ur. 29 maja 1928 w Rumoi na Hokkaido, zm. 5 grudnia 1999 w Tokio) – japoński kompozytor muzyki filmowej i poważnej. Autor muzyki do ponad 300 filmów. Absolwent Kunitachi School of Music. Ponadto pobierał nauki w Tokio u Fumio Hayasaka w zakresie kompozycji i orkiestracji. Satō współpracował z takimi reżyserami jak Akira Kurosawa, Ishirō Honda, Kenji Mizoguchi, Jun Fukuda czy Takashi Koizumi.

## Filmografia
- Godzilla kontratakuje (1955)
- Na dnie (1957)[3]
- Tron we krwi (1957)[4]
- Ukryta forteca (1958)[4]
- Zły śpi spokojnie (1960)[4]
- Straż przyboczna (1961)[3]
- Sanjuro – samuraj znikąd (1962)[3]
- Niebo i piekło (1963)
- Pirat z długim mieczem (1963)[4]
- Rudobrody (1965)
- Ebirah – potwór z głębin (1966)[4]
- Syn Godzilli (1967)[4]
- Godzilla kontra Mechagodzilla (1974)[4]